# شهرستان‌های بلغارستان

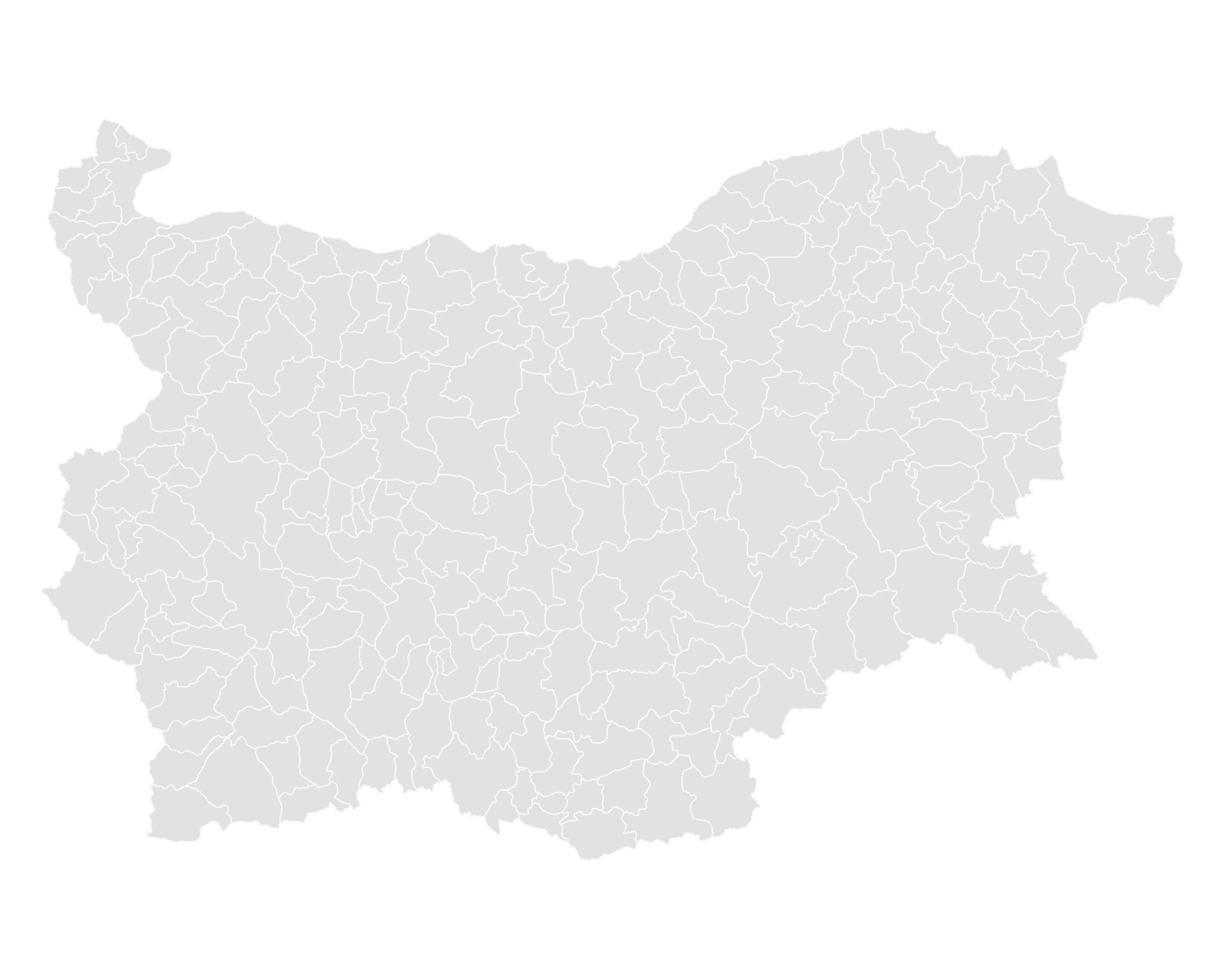
شهرستان‌های بلغارستان

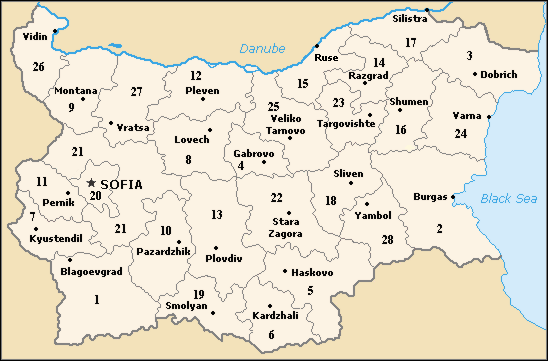
استان‌های بلغارستان

استان‌های ۲۸ گانه بلغارستان به ۲۶۴ شهرستان (شهرداری) (община, obshtina) تقسیم‌بندی شده‌اند.

## استان بلاگووگراد
1. شهرداری بنسکا (شهر مرکزی: بنسکا)
2. شهرستان بلیتسا (شهر مرکزی: بلیتسا)
3. شهرستان بلاگووگراد (شهر مرکزی: بلاگووگراد)
4. شهرستان گارمن (روستای مرکزی: Garmen)
5. شهرستان گوتسه دلچو (شهر مرکزی: گوتسه دلچو)
6. شهرستان هاجیدیموفو (شهر مرکزی: هاجیدیموفو)
7. شهرستان کرسنا (شهر مرکزی: کرسنا)
8. شهرستان پتریچ (شهر مرکزی: پتریچ)
9. شهرستان رازلوگ (شهر مرکزی: رازلوگ)
10. شهرستان ساندانسکی (شهر مرکزی: ساندانسکی)
11. شهرستان ساتووچا (روستای مرکزی: Satovcha)
12. شهرستان سیمیتلی (شهر مرکزی: سیمیتلی)
13. شهرستان استرومیانی (روستای مرکزی: Strumyani)
14. شهرستان یاکورودا (شهر مرکزی: یاکورودا)

## استان بورگاس
1. شهرستان آیتوس (شهر مرکزی: آیتوس)

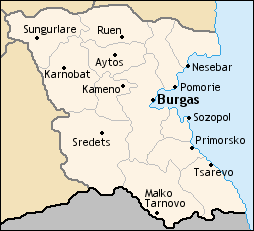
شهرستان‌های استان بورگاس

2. شهرستان بورگاس (شهر مرکزی: بورگاس)
3. شهرستان کامنو (شهر مرکزی: کامنو)
4. شهرستان کارنوبات (شهر مرکزی: کارنوبات)
5. شهرستان مالکو تارنوفو (شهر مرکزی: مالکو تارنوفو)
6. شهرستان نسبار (شهر مرکزی: نسبار)
7. شهرستان پوموری (شهر مرکزی: پوموریه)
8. شهرستان پریمورسکو (شهر مرکزی: پریمورسکو)
9. شهرستان روئن (روستای مرکزی: Ruen)
10. شهرستان سوزوپول (شهر مرکزی: سوزوپول)
11. شهرستان اسردتس (شهر مرکزی: اسردتس)
12. شهرستان سونگورلاره (شهر مرکزی: سونگورلاره)
13. شهرستان تساروفو (شهر مرکزی: تساروو)

## استان دوبریچ
1. Balchik Municipality (شهرک اصلی: بالچیک)
2. شهرستان بالچیک (شهر مرکزی: بالچیک)
3. دوبریچ (شهر مرکزی: دوبریچ)
4. شهرستان دوبریچکا (administrative town: دوبریچ)
5. شهرستان جنرال توشوو (شهر مرکزی: جنرال توشوو)
6. شهرستان کاوارنا (شهر مرکزی: کاوارنا)
7. شهرستان کروشاری (روستای مرکزی: Krushari)
8. شهرستان شابلا (شهر مرکزی: شابلا)
9. شهرستان ترول (شهر مرکزی: ترول)

## استان گابرووو
1. شهرستان دریانوو (شهر مرکزی: دریانووو)
2. شهرستان گابروو (شهر مرکزی: گابرووو)
3. شهرستان سولیوو (شهر مرکزی: سولیوو)
4. شهرستان تریاونا، استان گابرووو (شهر مرکزی: تریاونا)

## استان خاسکوو
1. شهرستان دیمیترووگراد (شهر مرکزی: دیمیتروفگراد، بلغارستان)
2. شهرستان هارمانلی (شهر مرکزی: هارمانلی)
3. شهرستان هاسکوفو (شهر مرکزی: هاسکوفو)
4. شهرستان ایوالوفگراد (شهر مرکزی: ایوالوفگراد)
5. شهرستان لیوبیمتس (شهر مرکزی: لیوبیمتس)
6. شهرستان ماجاروفو (شهر مرکزی: ماجاروفو)
7. شهرستان مینرالنی بانی (روستای مرکزی: Mineralni Bani)
8. شهرستان سیمئونوفگراد (شهر مرکزی: سیمئونوفگراد)
9. شهرستان استامبولوو (روستای مرکزی: Stambolovo)
10. شهرستان اسویلنگراد (شهر مرکزی: اسویلنگراد)
11. شهرستان توپولوفگراد (شهر مرکزی: توپولوفگراد)

## استان کرجالی
1. شهرستان آردینو (شهر مرکزی: آردینو)
2. شهرستان چرنوچن (روستای مرکزی: Chernoochene)
3. شهرستان ژبل (شهر مرکزی: ژبل)
4. شهرستان کاردژالی (شهر مرکزی: کاردزالی)
5. شهرستان کیرکوفو (روستای مرکزی: Kirkovo)
6. شهرستان کروموفگراد (شهر مرکزی: کروموفگراد)
7. شهرستان مومچیلگراد (شهر مرکزی: مومچیلگراد)

## استان کیوستندیل
1. شهرستان بوبوشفو (شهر مرکزی: بوبوشفو)
2. شهرستان بوبف دل (شهر مرکزی: بوبوف دل)
3. شهرستان دوپنیتسا (شهر مرکزی: دوپنیتسا)
4. شهرستان کوچرینوفو (شهر مرکزی: کوچرینوفو)
5. شهرستان کیوستندیل (شهر مرکزی: کیوستندیل)
6. شهرستان نوستینو (روستای مرکزی: Nevestino)
7. شهرستان ریلا (شهر مرکزی: ریلا)
8. ساپاروا بانیا (شهر مرکزی: ساپاروا بانیا)
9. شهرستان ترکلیانو (روستای مرکزی: Treklyano)

## استان لووچ
1. شهرستان آپریلتسی (شهر مرکزی: آپریلتسی)
2. شهرستان لتنیتسا (شهر مرکزی: لتنیتسا)
3. شهرستان لووچ (شهر مرکزی: لووچ)
4. شهرستان لوکوویت (شهر مرکزی: لوکوویت)
5. شهرستان تتون، بلغارستان (شهر مرکزی: تتون)
6. شهرستان ترویان (شهر مرکزی: Troyan)
7. شهرستان اوگارچین (شهر مرکزی: اوگارچین)
8. شهرستان یابلانیتسا (شهر مرکزی: یابلانیتسا)

## استان مونتانا
1. 1. شهرستان برکوویتسا (شهر مرکزی: برکوویتسا)
2. شهرستان بویچینوفتسی (شهر مرکزی: بویچینوفتسی)
3. شهرستان بروسارتسی (شهر مرکزی: بروسارتسی)
4. شهرستان چیپروفتسی (شهر مرکزی: چیپروفتسی)
5. شهرستان گئورگی دامیانوو (روستای مرکزی: Georgi Damyanovo)
6. شهرستان لوم (شهر مرکزی: شهرستان لوم)
7. شهرستان مدکووتس (روستای مرکزی: Medkovets)
8. شهرستان مونتانا (شهر مرکزی: مونتانا، بلغارستان)
9. شهرستان والچدرام (شهر مرکزی: والچدرام)
10. ورشتس (شهرداری) (شهر مرکزی: وارشتس)
11. شهرستان یاکیموفو (روستای مرکزی: Yakimovo)

## استان پازارجیک
1. Batak Municipality (شهر مرکزی: باتاک، بلغارستان)
2. Belovo Municipality (شهر مرکزی: بلووو، بلغارستان)
3. Bratsigovo Municipality (شهر مرکزی: براتسیگوفو)
4. Lesichovo Municipality (روستای مرکزی: Lesichovo)
5. شهرستان پاناگیوریشته (شهر مرکزی: پاناگیوریشته)
6. شهرستان پازارجیک (شهر مرکزی: پازارجیک، بلغارستان)
7. Peshtera Municipality (شهر مرکزی: پشترا)
8. Rakitovo Municipality (شهر مرکزی: راکیتووو)
9. Sarnitsa Municipality (شهر مرکزی: سارنیتسا)
10. Septemvri Municipality (شهر مرکزی: سپتموری)
11. Strelcha Municipality (شهر مرکزی: استرلچا)
12. ولینگرد مونیکیپلیتی (شهر مرکزی: ولینگراد)

## استان پرنیک
1. Breznik Municipality (شهر مرکزی: برزنیک)
2. Kovachevtsi Municipality (روستای مرکزی: Kovachevtsi)
3. Pernik Municipality (شهر مرکزی: پرنیک)
4. Radomir Municipality (شهر مرکزی: رادومیر)
5. Tran Municipality (شهر مرکزی: ترن، بلغارستان)
6. Zemen Municipality (شهر مرکزی: زمن)

## استان پلون
1. شهرستان بلنه (شهر مرکزی: بلنه)
2. شهرستان چرون بریاگ (شهر مرکزی: چرون بریاگ)
3. شهرستان دولنا میتروپولیا (شهر مرکزی: دولنا میتروپولیا)
4. شهرستان دولنی دابنیک (شهر مرکزی: دولنی دابنیک)
5. شهرستان گولیانتسی (شهر مرکزی: گولیانتسی)
6. شهرستان ایسکار (شهر مرکزی: ایسکار)
7. شهرداری کنیژا (شهر مرکزی: کنژا)
8. شهرستان لفسکی (شهر مرکزی: لفسکی)
9. شهرستان نیکوپل (شهر مرکزی: نیکوپول، بلغارستان)
10. شهرستان پلون (شهر مرکزی: پلون (بلغارستان))
11. شهرستان پوردیم (شهر مرکزی: پوردیم)

## استان پلوودیو
1. Asenovgrad Municipality (شهر مرکزی: آسنوفگراد)
2. Brezovo Municipality (شهر مرکزی: برزوفو)
3. Hisarya Municipality (شهر مرکزی: هیساریا، بلغارستان)
4. Kaloyanovo Municipality (روستای مرکزی: Kaloyanovo)
5. Karlovo Municipality (شهر مرکزی: کارلووو)
6. Krichim Municipality (شهر مرکزی: کریچیم)
7. Kuklen Municipality (شهر مرکزی: کوکلن)
8. Laki Municipality (شهر مرکزی: لاکی، بلغارستان)
9. شهرداری ماریستا (administrative town: پلوودیو)
10. Parvomay Municipality (شهر مرکزی: پاروومای)
11. Perushtitsa Municipality (شهر مرکزی: پروشتیتسا)
12. Plovdiv Municipality (شهر مرکزی: پلوودیو)
13. Rakovski Municipality (شهر مرکزی: راکوفسکی)
14. Rodopi Municipality (administrative town: پلوودیو)
15. Sadovo Municipality (شهر مرکزی: سادوفو)
16. Saedinenie Municipality (شهر مرکزی: سائدیننیه، استان پلودیف)
17. شهرستان سوپوت (شهر مرکزی: سوپوت، استان پلودیف)
18. Stamboliyski Municipality (شهر مرکزی: استامبولیسکی)

## استان رازگراد
1. شهرستان ایسپریه (شهر مرکزی: ایسپریه)
2. شهرستان کوبرات (شهر مرکزی: کوبرات)
3. شهرستان لوزینتسا (شهر مرکزی: لوزنیتسا)
4. شهرستان رازگراد (شهر مرکزی: رازگراد)
5. شهرستان ساموئیل (روستای مرکزی: Samuil)
6. شهرستان تسار کالویان (شهر مرکزی: تسار کالویان)
7. شهرستان زاوت (شهر مرکزی: زاوت)

## استان روسه
1. شهرستان بوروفو، بلغارستان (شهر مرکزی: بوروفو، بلغارستان)
2. شهرستان بیالا، استان روسه (شهر مرکزی: بیالا، استان روسه)
3. شهرستان دوه موگیلی (شهر مرکزی: دوه موگیلی)
4. شهرستان ایوانفو (روستای مرکزی: Ivanovo)
5. شهرستان روسه (شهر مرکزی: روسه، بلغارستان)
6. شهرستان اسلیوو پوله (شهر مرکزی: اسلیوو پوله)
7. شهرستان تسنوفو (روستای مرکزی: Tsenovo)
8. شهرستان وتووو (شهر مرکزی: وتووو)

## استان شومن
1. شهرستان هیترینو (روستای مرکزی: Hitrino)
2. شهرستان کائولینوفو (شهر مرکزی: کائولینوفو)
3. شهرستان کاسپیچان (شهر مرکزی: کاسپیچان)
4. شهرستان نیکولا کوزلفو (روستای مرکزی: Nikola Kozlevo)
5. شهرستان نووی پازار (شهر مرکزی: نووی پازار، بلغارستان)
6. شهرستان شومن (شهر مرکزی: شومن (بلغارستان))
7. شهرستان اسمیادوو (شهر مرکزی: اسمیادووو)
8. وربیتسا (شهرداری) (شهر مرکزی: واربیتسا)
9. ولیکی پرسلو (شهرداری) (شهر مرکزی: ولیکی پرسلاو)
10. ونتس (شهرداری) (روستای مرکزی: ونتس، استان شومن)

## استان سیلیسترا
1. الفاتار (شهرداری) (شهر مرکزی: آلفاتار)
2. شهرستان دولوو (شهر مرکزی: دولووو، بلغارستان)
3. شهرستان گلاوینیتسا (شهر مرکزی: گلاوینیتسا)
4. شهرستان کاینارژا (روستای مرکزی: Kaynardzha)
5. شهرستان سیلیسترا (شهر مرکزی: سیلیسترا)
6. شهرستان سیتوو (روستای مرکزی: Sitovo)
7. توتراکان، استان سیلیسترا (شهر مرکزی: توتراکان)

## استان اسلیون
1. Kotel Municipality (شهر مرکزی: کوتل، بلغارستان)
2. Nova Zagora Municipality (شهر مرکزی: نووا زاگورا)
3. Sliven Municipality (شهر مرکزی: اسلیون)
4. Tvarditsa Municipality (شهر مرکزی: تواردیتسا)

## استان اسمولیان
1. Banite Municipality (روستای مرکزی: Banite)
2. Borino Municipality (روستای مرکزی: Borino)
3. Chepelare Municipality (شهر مرکزی: چپلاره)
4. Devin Municipality (شهر مرکزی: دوین، بلغارستان)
5. شهرستان دوسپات (شهر مرکزی: دوسپات)
6. Madan Municipality (شهر مرکزی: مادان، بلغارستان)
7. Nedelino Municipality (شهر مرکزی: ندلینو)
8. Rudozem Municipality (شهر مرکزی: رودوزم)
9. اسمولیان (شهر مرکزی: اسمولیان)
10. Zlatograd Municipality (شهر مرکزی: زلاتوگراد)

## Sofia City Province
1. Sofia Municipality (شهر مرکزی: صوفیه)

## استان صوفیه
1. شهرداری آنتون (روستای مرکزی: Anton)
2. شهرداری آنتون (روستای مرکزی: Anton)
3. Botevgrad Municipality (شهر مرکزی: بوتفگراد)
4. Bozhurishte Municipality (شهر مرکزی: بوژوریشته)
5. شهرستان چاودار (روستای مرکزی: Chavdar)
6. شهرستان چلوپچ (روستای مرکزی: Chelopech)
7. شهرستان دولنا بانیا (شهر مرکزی: دولنا بانیا)
8. شهرستان دراگومان (شهر مرکزی: دراگومان، بلغارستان)
9. Elin Pelin Municipality (شهر مرکزی: الین پلین)
10. Etropole Municipality (شهر مرکزی: اتروپوله)
11. شهرستان گودچ (شهر مرکزی: گودچ)
12. Gorna Malina Municipality (روستای مرکزی: Gorna Malina)
13. Ihtiman Municipality (شهر مرکزی: ایهتیمان)
14. شهرستان کوپریوشتیتسا (شهر مرکزی: کوپریفشتیتسا)
15. شهرستان کوستنتس (شهر مرکزی: کوستنتس)
16. Kostinbrod Municipality (شهر مرکزی: کوستینبرود)
17. Mirkovo Municipality (روستای مرکزی: Mirkovo)
18. Pirdop Municipality (شهر مرکزی: پیردوپ)
19. Pravets Municipality (شهر مرکزی: پراودتس)
20. Samokov Municipality (شهر مرکزی: ساماکوف)
21. Slivnitsa Municipality (شهر مرکزی: اسلیونیتسا)
22. شهرستان اسووگ (شهر مرکزی: اسووگه)
23. Zlatitsa Municipality (شهر مرکزی: زلاتیتسا)

## استان استارا زاگورا
1. Bratya Daskalovi Municipality (روستای مرکزی: Bratya Daskalovi)
2. Chirpan Municipality (شهر مرکزی: چیرپان)
3. Galabovo Municipality (شهر مرکزی: گالابووو)
4. Gurkovo Municipality (شهر مرکزی: گورکوفو)
5. Kazanlak Municipality (شهر مرکزی: کازانلاک)
6. Maglizh Municipality (شهر مرکزی: ماگلیژ)
7. Nikolaevo Municipality (شهر مرکزی: نیکولایفو)
8. شهرستان اوپان (روستای مرکزی: اوپان، بلغارستان)
9. Pavel Banya Municipality (شهر مرکزی: پاول بانیا)
10. Radnevo Municipality (شهر مرکزی: رادنوو)
11. Stara Zagora Municipality (شهر مرکزی: استارا زاگورا)

## استان ترگوویشته
1. شهرستان آنتونوفو (شهر مرکزی: آنتونوفو)
2. شهرستان اومورتاگ (شهر مرکزی: اومورتاگ)
3. Opaka Municipality (شهر مرکزی: اوپاکا)
4. شهرستان پوپووو (شهر مرکزی: پوپووو، بلغارستان)
5. شهرستان ترگوویشته (شهر مرکزی: ترگوویشته، بلغارستان)

## استان وارنا
1. اکساکاوو (شهرداری) (شهر مرکزی: آکساکووو)
2. شهرستان آورن (روستای مرکزی: Avren)
3. شهرستان بلوسلاو (شهر مرکزی: بلوسلاو)
4. شهرستان بیالا، استان وارنا (شهر مرکزی: بیالا، استان وارنا)
5. شهرستان دالگوپول (شهر مرکزی: دالگوپول)
6. شهرستان دونیا (شهر مرکزی: دونیا)
7. شهرستان دولنی چیفلیک (شهر مرکزی: دولنی چیفلیک)
8. شهرستان پرووادیا (شهر مرکزی: پرووادیا)
9. شهرستان سوووروفو (شهر مرکزی: سوووروفو)
10. شهرستان والچی دل (شهر مرکزی: والچی دل)
11. وارنا (شهرداری) (شهر مرکزی: وارنا)
12. شهرستان وترینو (روستای مرکزی: Vetrino)

## استان ولیکو تارنوو
1. شهرستان النا (شهر مرکزی: النا، بلغارستان)
2. شهرستان گورنا اوریاهوویتسا (شهر مرکزی: گورنا اوریاهوویتسا)
3. شهرستان لیاسکووتس (شهر مرکزی: لیاسکووتس)
4. شهرستان پاولیکنی (شهر مرکزی: پاولیکنی)
5. شهرستان پولسکی ترامبش (شهر مرکزی: پولسکی ترامبش)
6. شهرستان استراژیتسا (شهر مرکزی: استراژیتسا)
7. شهرستان سوهیندول (شهر مرکزی: سوهیندول)
8. شهرستان سویشتوف (شهر مرکزی: سویشتوف)
9. ولیکو ترنوو (شهرداری) (شهر مرکزی: ولیکو ترنوو)
10. شهرستان زلاتاریتسا (شهر مرکزی: زلاتاریتسا)

## استان ویدین
1. شهرستان بلوگرادچیک (شهر مرکزی: بلوگرادچیک)
2. شهرستان بوینیتسا (روستای مرکزی: Boynitsa)
3. شهرستان برگوفو (شهر مرکزی: برگوفو)
4. شهرستان چوپرن (روستای مرکزی: Chuprene)
5. شهرستان دیموفو (شهر مرکزی: دیموفو)
6. شهرستان گرامادا (شهر مرکزی: گرامادا)
7. کولا، بلغارستان (شهر مرکزی: کولا، بلغارستان)
8. شهرستان مارکش (روستای مرکزی: Makresh)
9. Novo Selo Municipality (روستای مرکزی: Novo Selo)
10. شهرستان روژینتسی (روستای مرکزی: Ruzhintsi)
11. شهرستان ویدین (شهر مرکزی: ویدین)

## استان وراتسا
1. Borovan Municipality (روستای مرکزی: Borovan)
2. شهرستان بیالا اسلاتینا (شهر مرکزی: بیالا اسلاتینا)
3. Hayredin Municipality (روستای مرکزی: Hayredin)
4. Kozloduy Municipality (شهر مرکزی: کوزلودوی)
5. Krivodol Municipality (شهر مرکزی: کریوودول)
6. Mezdra Municipality (شهر مرکزی: مزدرا)
7. Miziya Municipality (شهر مرکزی: میزیا)
8. Oryahovo Municipality (شهر مرکزی: اوریاهووو)
9. شهرستان رومن (شهر مرکزی: رومان، بلغارستان)
10. Vratsa Municipality (شهر مرکزی: وراتسا)

## استان یامبول
1. Bolyarovo Municipality (شهر مرکزی: بولیاروفو)
2. Elhovo Municipality (شهر مرکزی: الهووو)
3. Straldzha Municipality (شهر مرکزی: استرالجا)
4. شهرستان تونجا (administrative town: Tundzha)
5. Yambol Municipality (شهر مرکزی: یامبول)